# Scandalo britannico del calcioscommesse del 1915
Lo scandalo delle scommesse del calcio britannico del 1915 si verificò quando una partita di Football League First Division tra il Manchester United e il Liverpool all'Old Trafford del 2 aprile 1915, giorno di Venerdì santo, venne combinata a favore dello United, con i giocatori di entrambe le parti che approfittarono delle scommesse piazzate sul risultato. In totale, furono individuati sette giocatori che avevano partecipato alla combine e tutti furono successivamente sospesi per il resto della loro vita, anche se la maggioranza dei colpevoli vedrà poi la rimozione del veto di partecipazione.

## La partita
Al momento dell'incontro, il Manchester United stava lottando per evitare la retrocessione, mentre il Liverpool era a metà classifica e non lottava per il podio né si trovava di fronte alla minaccia della retrocessione. Gli effetti della prima guerra mondiale fornirono ulteriori motivazioni per perpetrare una combine: entro la fine di marzo era quasi certo che la lega calcistica avrebbe sospeso le partite dopo la stagione 1914-15, interrompendo e forse mettendo fine alle carriere calcistiche di tutti i calciatori presenti in campionato. Inoltre, i giocatori probabilmente pensavano che l'imminenza del conflitto avrebbe attenuato l'attenzione che normalmente avrebbe suscitato un risultato di partita sospetto.
La partita si concluse con una vittoria per 2-0 dello United, con George Anderson che segnò entrambi i gol. Tuttavia, l'arbitro e alcuni osservatori notarono la mancanza di impegno dei giocatori del Liverpool durante la partita - avevano sbagliato un rigore che era stato loro assegnato, e quando Fred Pagnam colpì la traversa del Manchester United verso fine partita, i suoi compagni di squadra protestarono vivacemente contro di lui.

## Indagini
Dopo la partita, iniziarono ad apparire dei volantini anonimi che sostenevano che una grande quantità di denaro era stata scommessa con una quota di 7:1 su una vittoria per 2-0 dello United. La Football Association lanciò un'indagine e scoprì che giocatori di entrambe le squadre erano coinvolti nel brogliare la partita: Sandy Turnbull, Arthur Whalley ed Enoch West dello United, e Jackie Sheldon, Tom Miller, Bob Pursell e Thomas Fairfoul del Liverpool; Sheldon era un ex giocatore dello United e fu ritenuto essere l'ideatore del broglio. Alcuni giocatori, come Pagnam e George Anderson dello United, si erano rifiutati di prenderne parte. Pagnam aveva minacciato di segnare un gol per rovinare il risultato, da cui il suo tiro tardivo contro la traversa; in seguito ha testimoniato contro i suoi compagni di squadra ad un'udienza. Alla stessa udienza, il giocatore dello United Billy Meredith ha negato di sapere alcunché su delle partite truccate, ma ha dichiarato di aver nutrito sospetti quando nessuno dei suoi compagni di squadra gli ha passato la palla.
A tutti e sette i giocatori fu vietato di giocare per tutta la vita in una decisione del 27 dicembre 1915. La Football League concluse che era stata una cospirazione solo da parte dei giocatori - nessun funzionario di entrambi i club è stato riconosciuto colpevole di illecito, e nessuno dei due club è stato multato o ha avuto punti detratti. West protestò in maniera vigorosa la sua innocenza, arrivando persino a denunciare la Football League per diffamazione. Tuttavia, perse la causa e la sospensione rimase in vigore. Di per sé, la sospensione non ebbe alcun effetto immediato sulla carriera calcistica dei giocatori, poiché a quel punto la Football League aveva sospeso le partite per la durata della prima guerra mondiale. Il divieto non si applicava in Scozia (quattro dei giocatori sospesi erano scozzesi), tuttavia la Scottish Football League aveva altresì sospeso le partite e la Scottish Football Association non emise mai alcun tipo di decisione sull'idoneità dei giocatori.
Sandy Turnbull rimase ucciso mentre prestava servizio come militare durante la guerra, ma tutti gli altri giocatori, ad eccezione di West, ebbero i loro veti sollevati nel 1919 in riconoscimento del servizio reso nel paese; Turnbull ha ricevuto una reintegrazione postuma. Lo scoppio della prima guerra mondiale fece sì che la Football League non riprendesse fino al 1919-20. Ciò significa che West era l'unico giocatore coinvolto che non poté effettivamente giocare a calcio a causa della sospensione. Fairfoul non ritornò al mondo del calcio anche se venne riabilitato, tuttavia gli altri quattro giocatori ripresero le loro carriere dopo la guerra. West dovette aspettare fino al 1945 perché la sua sospensione venisse revocata, a quel punto tuttavia aveva 59 anni.

## Conseguenze
Anche se i motivi principali dei giocatori per la combine sembrarono essere finanziari, e non per salvare l'United dalla retrocessione, i due punti vinti in quella partita dallo United sono stati sufficienti perché si guadagnasse il 18º posto e la sicurezza, con un punto di vantaggio dal Chelsea (al 19º posto), dalla retrocessione. Prima che iniziasse la stagione 1919-20, la lega decise di espandere la Prima divisione di due squadre; Il Chelsea (insieme all'Arsenal) fu fatto rientrare nella Prima Divisione e così evitò la retrocessione.